# National Center for Supercomputing Applications
 (décembre 2021).
Si vous disposez d'ouvrages ou d'articles de référence ou si vous connaissez des sites web de qualité traitant du thème abordé ici, merci de compléter l'article en donnant les références utiles à sa vérifiabilité et en les liant à la section « Notes et références ».
Le National Center for Supercomputing Applications est un centre américain de recherche et d'exploitation des superordinateurs. Il est situé sur le campus de l'Université de l'Illinois à Urbana-Champaign. Il fournit des ressources informatiques de haute performance aux chercheurs de tout le pays. Les soutiens du NCSA proviennent de la National Science Foundation, de l'État de l'Illinois, de l'Université de l'Illinois, de partenaires commerciaux et industriels, ainsi que d'autres agences fédérales. 
Ce centre est notamment connu dans le monde de l'Internet pour ses logiciels :
- NCSA Telnet, un client telnet ;
- NCSA Mosaic, le navigateur web qui popularisa le World Wide Web ;
- NCSA HTTPd, un serveur HTTP, ancêtre du serveur Apache ;
- Common Gateway Interface, interface standard de programmation inventée sur NCSA HTTPd.